# Salomone III di Costanza
Salomone III di Costanza (860 circa – 5 gennaio 919 o 920) fu un religioso svizzero, che divenne abate di San Gallo e vescovo di Costanza.
Conte di Ramschwag, era pronipote di Salomone I di Costanza († 871) e fratello di Waldo di Frisinga († 906), vescovo di Frisinga dall'883 fino alla sua morte.

## Biografia
Allievo di Notker I di San Gallo, nell'890 divenne vescovo di Costanza ed abate di San Gallo ed ebbe, con il suo mecenate ed amico Hatto I di Magonza, un ruolo significativo nella storia del regno dei Franchi orientali, per la sua saggezza ed ambizione.
Fu arcicancelliere del re dei Franchi Carlo il Grosso, quindi fin dal 909 di Ludovico IV il Fanciullo e poi del suo successore Corrado I di Franconia. In particolare egli ebbe molta influenza su quest'ultimo.
Verso il 909 Burcardo I, duca di Svevia, divenne anche margravio della Raetia Secunda ed entrò in conflitto con il conte palatino di Svevia Ercangero e con lo stesso Salomone, entrambi fedeli a Corrado I. Catturato, Burcardo I fu accusato di alto tradimento, condannato e giustiziato con il fratello Adalberto III di Thurgau nel 911. Il risultato fu anche dovuto all'influenza esercitata da Salomone.
Successivamente egli entrò in conflitto con l'ex alleato Ercangero, che nel 914 lo fece incarcerare, ma venne liberato per l'intervento di Corrado. Le vicende del suo rapimento sono illustrate nelle Cronache di San Gallo.
Nell'890 egli scrisse un importante libro di raccolta di formule liturgiche (editore von Dümmler, Leipz. 1857); scrisse anche due lettere poetiche al vescovo Dado di Verdun sulla morte di suo fratello e sulla sfortuna della sua patria.
Fu lui a far costruire la chiesa di San Magnus a San Gallo.

## Discendenza
Le Cronache di San Gallo riferiscono che Salomone, il quale all'epoca andava a scuola del monastero ed in occasione di incontrare alcuni amici, venne ospitato da un nobile. Salomone giacé con la sua figliastra ed essi ebbero una figlia. La ragazza chiese di divenire suora a Zurigo e successivamente, con l'aiuto di Salomone, divenne badessa. La loro figlia invece rifiutò di diventare suora anch'ella, ma venne comunque educata a Zurigo presso la madre; molto bella e dotta, venne notata dal sovrano Arnolfo di Carinzia, il quale chiese ad ella di cedersi a lui, ricevendo un secco rifiuto. Salomone, quando giunse in età da marito, raccolse una dote e la diede in sposa a Notkero della stirpe di Waltrammo.